# Georg Zimmermann
Georg Zimmermann (Augsburgo, Alemanha, 11 de outubro de 1997) é um ciclista profissional alemão membro da equipa CCC Team.

## Palmarés
2018
- 1 etapa do Giro do Friuli Venezia Giulia

2019
- Troféu Banca Popular de Vicenza
- Coppa della Pace

## Equipas
- Team Felbermayr-Simplon Wels (2016-2017)
- Tirol (2018-2019)
  - Tirol Cycling Team (2018)
  -  Tirol KTM Cycling Team (2019)
- CCC Team[1] (stagiaire) (08.2019-12.2019)
- CCC Team[1] (2020-)